# Hawker Osprey
Hawker Osprey var ett brittiskt jaktflygplan avsett för hangarfartygsbasering. Planet var en variant av Hawker Hart, som konstruerades i slutet av 1920-talet. 

## Historik
Hawker Osprey var ett biplan med vingar som kunde fällas in mot flygplanskroppen för att spara utrymme ombord på fartygen. Första flygningen skedde 1932. Flygplanskroppen bestod av en skelettkonstruktion i stål- och aluminiumrör som sedan dukbekläddes. Landstället var en fast konstruktion med hjul. Motorn var en V-formad 12-cylindrig Rolls-Royce Kestral II som senare utvecklades vidare under perioden Osprey tillverkades. 
Den svenska versionen, S 9, utrustades med en 9-cylindrig stjärnmotor av typ Mercury VI A på 600 hkr som hade licenstillverkats av Nohab i Trollhättan (urspr beteckning i Storbritannien Bristol Pegasus 1).
Spanaren satt i det bakre sätet som var riktat mot fenan. Där fanns även en rörlig ksp. 
Totalt producerades 132 Osprey, av vilka 124 levererades till Fleet Air Arm (Royal Navy’s flygstridskrafter), för placering på olika hangarfartyg. Vid andra världskrigets utbrott fanns 30 kvar i aktiv tjänst. Alla flygplanen avväpnades 1939 och användes av FAA som träningsflygplan vid 755:e, 758:e, och 780:e divisionerna, utom ett flygplan som användes vid experimentstationen Porton med prov av kemisk krigföring.

## Användning i Sverige
Mellan åren 1934 och 1947 ingick Hawker Osprey i Flygvapnet som ett spaningsplan och benämndes S 9,  S 9 Osprey.
1934 var Svenska flottans första och enda flygplanskryssare HMS Gotland färdig för leverans. Den var inte utrustad med flygdäck utan starterna fick ske med katapult och landningen skedde på havet. Olika alternativ att förse kryssaren med flygplan utreddes och valet föll på det brittiska Hawker Osprey. Försvaret köpte in sex sådana flygplan, vilka fick beteckningen S 9. Flygplanet modifierades efter svenska krav, landstället var ett par aluminiumflottörer som skulle kunna ersättas med hjul. Motorn var en svensktillverkad 9-cylindrig stjärnmotor.
När man 1938 skulle beställa fler plan hade tillverkningen redan upphört. Fartygsbaseringen upphörde 1942 då den krångliga ombordtagningen av flygplanen gjorde att användbarheten i krig blev mycket begränsad. Dessutom hade den tekniska utvecklingen sprungit ifrån Osprey-planen. Efter tjänsten som spaningsflygplan modifierades tre av flygplanen till målbogseringsflygplan.